# 博恩斯泰尔陨击坑
博恩斯泰尔陨击坑（Bonestell）是火星北半球阿西达里亚海区的一座撞击坑，中心坐标位于北纬42.37度、西经30.57度，直径42.4公里（26.3英里），其名称取自美国著名太空艺术画家小切斯利·奈特·博恩斯泰尔（1888-年1986年），1997年，被国际天文联合会批准采用。
博恩斯泰尔的创作曾激发了众多青年人投身于科学事业。

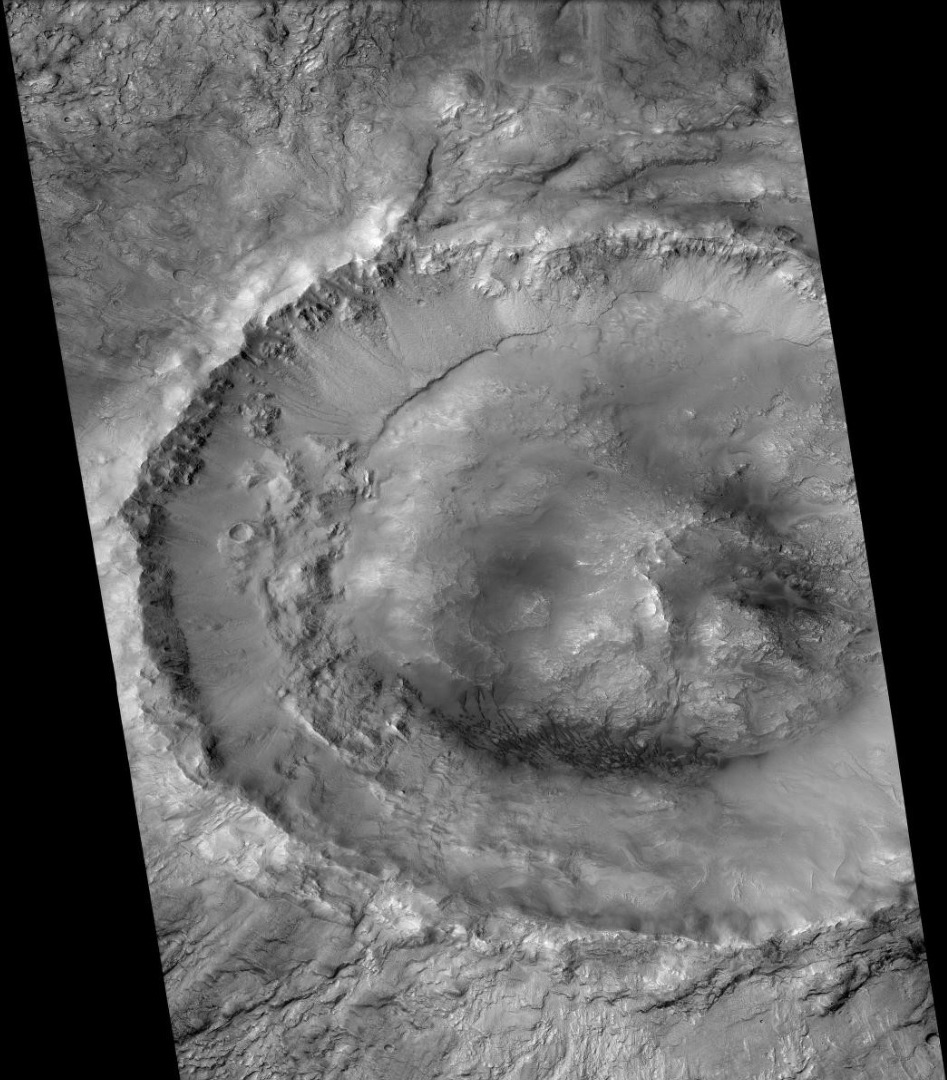
火星勘测轨道飞行器背景相机拍摄的博内斯特尔陨击坑。
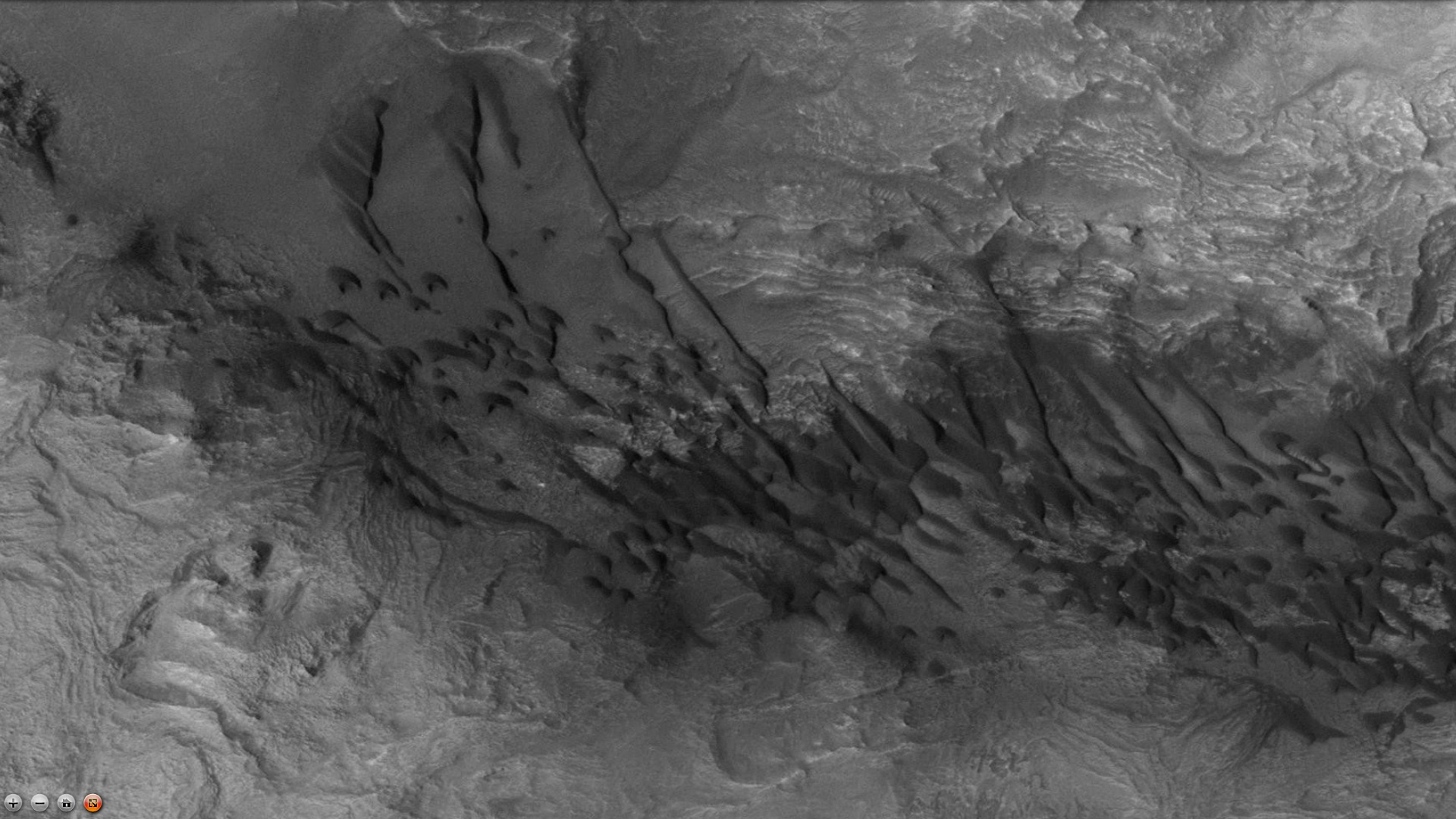
背景相机拍摄的博恩斯泰尔陨击坑底部的沙丘，注：这是上一幅照片的放大版。
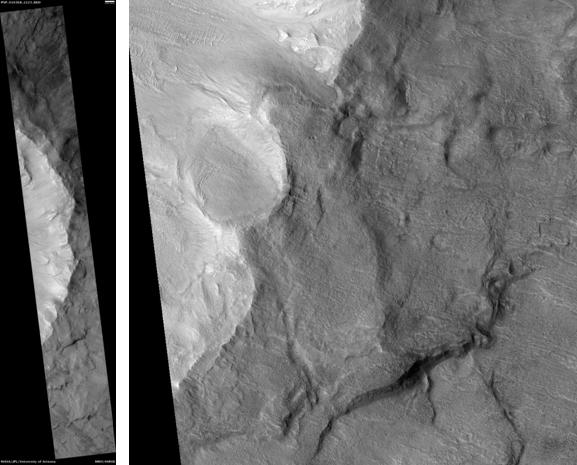
HiWish计划下的高分辨率成像科学设备显示的博恩斯泰尔陨击坑，比例尺长1000米。
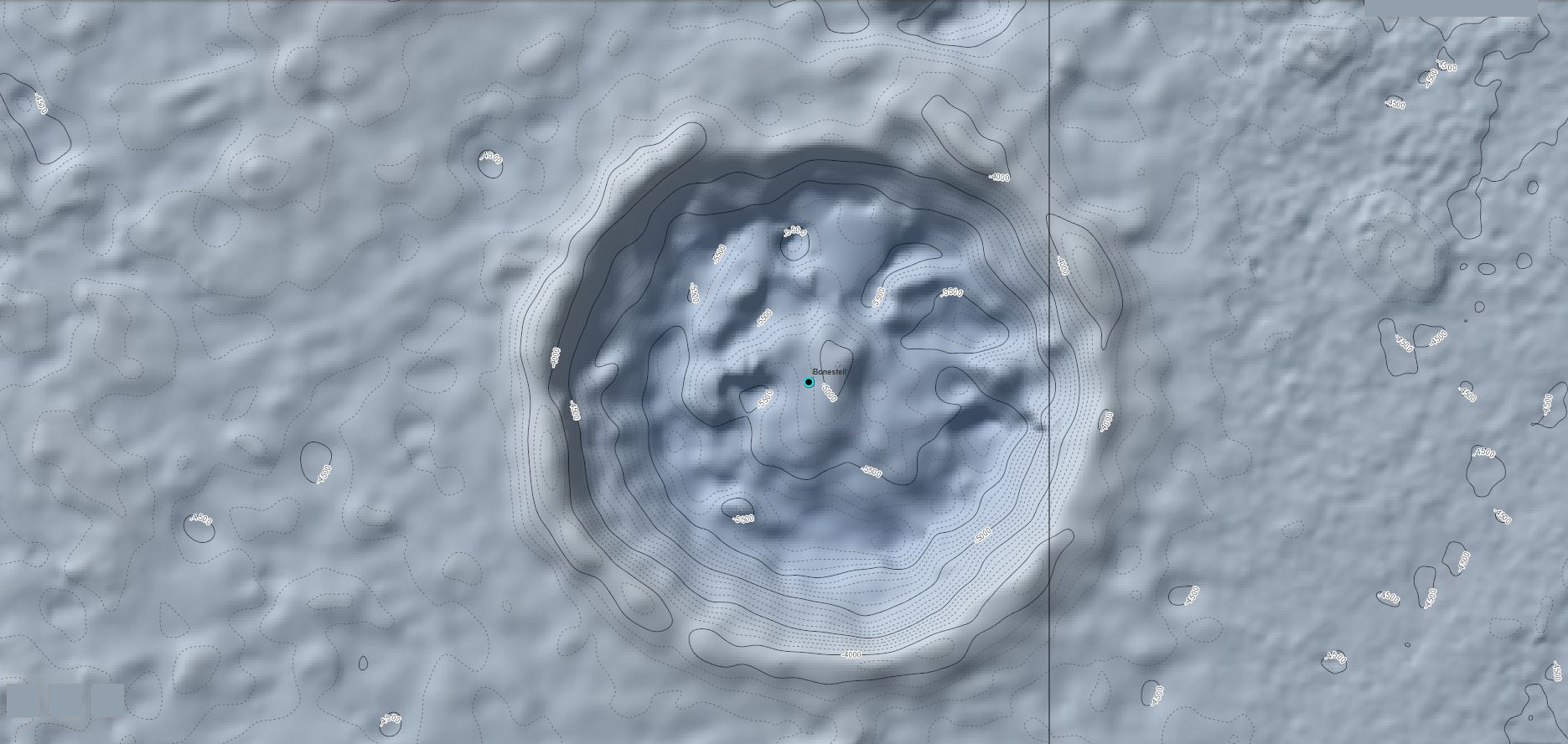
显示了博恩斯泰尔陨击坑海拔高度的地形图。